# Roller und Purzler
Purzler und Roller bilden gemeinsam eine Flugsporttaubengruppe. Sie umfasst Tümmlertauben, die sich beim Fliegen rückwärts überschlagen. Purzler zeigen nur einzelne, gut zählbare Drehungen um die Querachse, die sich unterschiedlich oft wiederholen. Bei Rollertauben folgen die einzelnen Salti so unmittelbar nacheinander, dass sie sich kaum zählen lassen.

## Flugverhalten
Je nach Rasse, Selektion und Training kreisen Purzler- und Rollertauben unterschiedlich hoch und ausdauernd in der Luft. Dort vollführen sie als Stilflieger und Luftakrobaten einzelne (1 bis 5) ein Abständen wiederholte Rückwärtsüberschläge, das sogenannte Purzeln, oder ganze Saltoserien (5 bis 20, schlecht zählbare Querachsendrehungen). Beide in je nach Rasse und Training unterschiedlich häufigen Wiederholungen. Außerdem können Purzler- und Rollerrassen weitere Flugfiguren zeigen.

## Rassevertreter
Als Vorfahren dieser Flugakrobaten gelten Kurdistaner, Smyrnaer und Orientalische Roller.
Zu den Purzlern gehören relativ wenige Tauben. Zu ihnen zählen als Prototypen Quet Purzler, Taschkenter, Rakonitzer Tümmler und einige Klatschtümmler. Außerdem Elsterpurzler (v. a. Lausitzer Purzler), Ostpreußischer Werfer und Westenglischer Tümmler.
Rollertauben werden durch zahlreiche Rassen vertreten. Zu den leistungsfähigsten zählen Birmingham Roller, Galatzer Roller, Orientalische und Smyrnaer. Weitere sind Asiatische, Bukowinaer, Bulgarische, Bursa, Cacal, Cesaria, Debreciner, Escampadissa, Fischaugen, Jassyer, Kaukasische, Krim, Kurdistaner, Mallorca, Mardin, Mülakat, Nokolajewer, Odessaer, Persische, Quet, Safkan, Syrische Sabunina, Temesvarer, Tifliser, Türkische und Zagreber Roller.

## Bodenpurzler
Bodenpurzler bilden eine weitere Taubengruppe. Durch gezielte Auslese wurde bei ihnen das Flugpurzeln soweit abgewandelt, dass sie Rückwärtssalti nur noch in Bodennähe zeigen. Mit Ausnahme dieser Eigenschaft verhalten sie sich aber wie jede andere Haustaube.
Bodenpurzler werden in Einfachpurzler, Doppelpurzler und Mehrfachpurzler unterschieden. Einfachpurzler zeigen jeweils nur einen Salto am Boden, Doppelpurzler meist zwei direkt aufeinander folgende. Mehrfachpurzler hingegen zeigen in Serie ineinander übergehende Rückwärtsrollen, die in einer Aktion, wie ein rollender Ball, vollführt werden. Dabei sind Spitzenleistungen über 30 Meter möglich.